# Баттандье, Жюль Эме
Жюль Эме Баттандье (фр. Jules Aimé Battandier; 28 января 1848 — 18 сентября 1922) — французско-алжирский ботаник.

## Биография
Родился 28 января 1848 года в Анноне.
После получения докторской степени в области естественных наук он стал профессором на факультете медицины и фармации в Алжире в 1879 году.
Умер 18 сентября 1922 года в городе Алжир.

## Научная деятельность
Жюль Баттандье специализировался на папоротниковидных, Мохообразных и на семенных растениях.

## Некоторые публикации
- Avec Maire et Trabut, Atlas de la flore d’Alger (Jourdan, Alger, cinq fascicules, 1886—1920).
- Algérie. Plantes médicinales, essences et parfums (Giralt, Alger, 1889).
- Avec Trabut, L’Algérie. Le sol et les habitants. Flore, faune, géologie, anthropologie, ressources agricoles et économiques (J.-B. Baillière et fils, Paris, 1898).